# Tumxuk
Tumxuk (图木舒克市S, TúmùshūkèP) è una città-contea della Cina, situata nella regione autonoma di Xinjiang.
Vi si parlava, prima della conquista karakhanide, una delle lingue saka, appunto il saka tumxukese.